# Calobata argentata
Calobata argentata är en tvåvingeart som först beskrevs av Walker 1853.  Calobata argentata ingår i släktet Calobata och familjen skridflugor. Inga underarter finns listade i Catalogue of Life.